# Stereo (мікстейп)
Stereo — мікстейп американського репера Yelawolf, виданий лейблом Ghet-O-Vision Entertainment 2008 року. Наразі реліз має срібний статус на DatPiff (за критеріями сайту), його безкоштовно завантажили понад 55 тис. разів. Гост: DJ Ideal. Трек «Brick in the Wall» містить семпл з пісні «Another Brick in the Wall» у виконанні Pink Floyd.

## Список пісень
1. «Stereo Intro» — 1:32
2. «Brick in the Wall» — 4:03
3. «Stereo» — 3:50
4. «Rich Like Me» — 3:05
5. «Box Chevy Part 2» — 4:29
6. «Break the Chain» — 3:52
7. «Phone Skit» — 1:25
8. «Gone» — 4:13
9. «Magic Man» — 4:02
10. «Burn Out» — 3:42
11. «Brown Sugar» — 4:55
12. «Run Johnny» — 03:15
13. «In the Cradle» — 3:14
14. «Heroine» — 4:03
15. «TNT» — 2:49
16. «Stereo Outro» — 0:57
17. «Take It Easy» — 4:30